# 東民都洛省
東民都洛省（英語：Oriental Mindoro Province），是一個位於菲律賓民馬羅巴區的省份。首府為卡拉潘。

根據地圖顯示方位，其位於菲律賓的西部，向北的位置為八打雁省；向西的位置為西民都洛省；向東的位置為馬林杜克省；向南的位置則是面對蘇祿海。

## 簡介
- 隸屬地區：民馬羅巴區
- 時區：GMT+8
- 使用語言：英語、他加祿語、Kamangyan
- 人口：844,059人（2015年）
- 面積：4,238.4平方公里